# Hermann Christian Tobias Krogmann
Hermann Christian Tobias Krogmann (* 8. April 1797 in Hamburg; † 27. Januar 1866 in Meran) war ein Hamburger Kaufmann.

## Leben
Hermann Christian Tobias Krogmann wurde als Sohn des Holzhändlers Hermann Hinrich Friedrich Krogmann in Hamburg geboren. Nach dem Tod des Vaters führte seine Mutter das Geschäft weiter, bis es 1814 bei der Belagerung Hamburgs durch Feuer zerstört wurde. Die Mutter verstarb und Krogmann war vollständig mittellos.
Nach einer Militärzeit 1815 und Tätigkeit als Krämermakler wurde er Kommis im Kolonialwarengeschäft und Krämerladen von J. C. Wachsmuth in der Hamburger Steinstraße. Er heiratete eine Schwester des Inhabers und wurde Teilhaber. Nach dem Tod Wachsmuths führte dessen jüngerer Bruder Carl Ludolph Otto Wachsmuth zusammen mit Krogmann das Unternehmen weiter. Sie änderten 1840 den Firmennamen in Wachsmuth & Krogmann. 1847 übernahm Krogmann das Unternehmen vollständig und 1859 traten seine Söhne Carl Johann und Hermann August in die Firma ein.
Krogmann war von 1859 bis 1865 Mitglied der Hamburgischen Bürgerschaft.

## Ämter
Neben seiner Mitgliedschaft in der Hamburgischen Bürgerschaft hatte Krogmann folgende Ämter inne:
- 1843 bis 1845 Mitglied der Zoll- und Akzisedeputation
- 1846 Mitglied der Teerhofdeputation
- 1846 bis März 1848 Mitglied der Kommerzdeputation
- 1847 von der Kommerzdeputation in die Zoll- und Akzisedeputation abgeordnet
- 1848 von der Kommerzdeputation in die Schifffahrt- und Hafendeputation abgeordnet
- 1846 bis 1848 Angehöriger der Maklerordnung
- 1860 bis 1863 Mitglied der Stadtwasserkunstdeputation